# Liberdade positiva
Liberdade positiva é definida como ter o poder e os recursos para cumprir as suas próprias potencialidades e para controlar e determinar as suas próprias ações e destino. É a noção de liberdade como autorrealização, em oposição a liberdade negativa, que é a liberdade de contenção externa. O conceito de liberdade positiva também pode incluir a liberdade de constrangimentos internos.
Os conceitos de estrutura são fundamentais para o conceito de liberdade positiva, porque, para ser livre, uma pessoa deve ser livre de inibições da estrutura social na realização do seu livre-arbítrio. Estruturalmente falando, classismo, sexismo e racismo podem inibir a liberdade de uma pessoa. A liberdade positiva é reforçada pela capacidade dos cidadãos de participar do seu governo e ter os seus interesses e preocupações reconhecidos como válidos e postos em prática.

## Liberdade positiva e liberdade negativa

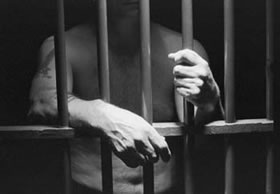
Apesar de estar fora da prisão ser uma condição necessária para a liberdade negativa, isto é insuficiente para garantir a liberdade positiva

Apesar do ensaio "Dois conceitos de liberdade", editado em 1958, pelo filósofo e historiador Isaiah Berlin ser geralmente reconhecido como o primeiro a mostrar explicitamente a distinção entre a liberdade positiva e a negativa, a Escola Psicanalítica de Frankfurt  e o filósofo humanista Erich Fromm estabeleceram uma distinção semelhante entre liberdade negativa e positiva em "O Medo da Liberdade" (1941), antecedendo o ensaio de Berlin por mais de uma década.
A diferença entre os dois tipos de liberdade foi brilhantemente exposta por Berlin, que argumentou que eles são compatíveis, mas podem e frequentemente estão em conflito. Ele também argumentou que, historicamente, a utopia de liberdade positiva, especialmente em regimes caracterizados por totalitarismo, tem sido frequentemente usada como uma desculpa para suprimir as liberdades negativas dos cidadãos.

## Termos de liberdade positiva
O desejo do indivíduo de ser seu próprio mestre requer um alto grau de maturidade e autoconhecimento e a existência de uma vontade autônoma do indivíduo. Alguns pensadores são céticos quanto à possibilidade da liberdade positiva, como o mesmo Isaiah Berlin questionou a existência de um tal poder, ou a possibilidade de um alto grau de autoconhecimento. Porém, outros pensadores liberais, incluindo alguns discípulos de Berlin, como John N. Gray, defenderam a compatibilidade das liberdades positivas e negativas.

## Visão geral
A palavra liberdade pode se referir a muitas coisas, mas Isaiah Berlin reconheceu os dois tipos principais de liberdade. Berlin descreveu uma declaração como "Eu não sou escravo de nenhum homem" como uma das liberdades negativa, isto é, livre de interferência direta de um outro indivíduo. Em contraste uma declaração de liberdade positiva seria "Eu sou o meu próprio patrão", que reivindica a liberdade de escolher uma de atividades próprias da vida.
Charles Taylor forneceu um esclarecimento ainda mais útil. Taylor explica que a liberdade negativa é uma "oportunidade-conceito": um possui liberdade negativa se não é escravizado por forças externas, e tem acesso igual aos recursos de uma sociedade (independentemente de como se decide passar o seu tempo). Liberdade positiva, diz Taylor, é um "exercício-conceito": possuir isso deve significar que a pessoa não está internamente constrangida, é preciso ser capaz de agir de acordo com a razão.  De acordo com um exemplo de Taylor: um ator rico e poderoso é um viciado em drogas, este ator pode possuir uma grande quantidade de liberdade negativa devido o seu poder e prestígio, mas muito pouco liberdade positiva. 
Lembrando que, pelas definições de Taylor, a liberdade positiva implica estar num estado "maduro" de tomada de decisão, livre de restrições internas (por exemplo, fraqueza, ignorância, medo, etc.).